# Hoshina Masanao
Hoshina Masanao (保科 正直?; 1542 – 21 ottobre 1601) è stato un daimyō giapponese del periodo Sengoku capo del clan Hoshina e servitore dei clan Takeda e Tokugawa.

## Biografia
Fu successore di suo padre Hoshina Masatoshi che apparteneva ai ranghi dei servitori più anziani del clan Takeda e gli fu dato il comando di 250 cavalieri. Masanao fu cacciato dal castello di Takatō a seguito all'assedio del 1582, ma presto gli fu permesso di tornare grazie all'assistenza del clan Hojo. A seguito di un breve conflitto con le forze di Tokugawa Ieyasu, Masanao divenne un servitore Tokugawa e gli fu permesso di restare a Takatō. Prese parte all'assedio del castello di Odawara sotto il comando di Ieyasu, e si trasferì nella regione del Kantō assieme a quast'ultimo di cui divenne servitore. Nel Kantō Masanao ottenne il dominio Tako.
A Masanao succedette il figlio Hoshina Masamitsu.